# Classe 1984
Classe 1984 (Class of 1984) è un film del 1982, diretto da Mark L. Lester.

## Trama
In un imprecisato prossimo futuro, una scuola è sotto il controllo di una banda di cinque teppisti vestiti in stile punk, quattro ragazzi e una ragazza, guidati da Peter, rampollo di una ricca vedova. Il preside è un uomo debole che non fa niente per fermare le violenze, impaurito come gli altri studenti dalle intimidazioni dei teppisti; anche la legge, molto garantista, mostra tutti i suoi limiti. L'unico a non aver paura è il nuovo insegnante di musica, il professor Norris, che tenta di opporsi alle sopraffazioni della banda. Lo spaccio di droga che avviene a scuola causa la morte di un giovane studente ed il clima di intimidazioni e le vendette rende sempre più problematica la vita degli insegnanti. La gang si vendica anche con il professore di biologia, Terry, uccidendo tutti gli animali del laboratorio ed esasperando la sua vita. Terry, uscito fuori di senno, morirà nel tragico tentativo di riscatto. Un giorno, mentre nella scuola si sta preparando il saggio musicale di fine anno, i cinque delinquenti entrano nella casa del professore e violentano sua moglie Diane; vanno poi a scuola portando con loro Diane e minacciano di ucciderla. Il professore non esita quindi a eliminare a uno a uno i cinque criminali.

## Curiosità
- Tra gli studenti, si annovera una delle prime apparizioni di un giovane Michael J. Fox.